# FS E.454
Die E.454 waren drei Ende der 1980er Jahre gebaute Prototypen von vierachsigen Elektrolokomotiven der italienischen Ferrovie dello Stato (FS), die für den Einsatz mit Reisezügen bestimmt waren. Sie waren technisch sehr ähnlich zu den für den Güterverkehr gebauten E.453.

## Geschichte
Die E.454 sollte als Lokomotive mit nur einem Führerstand beschafft werden, da ein zweiter bei einem Einsatz in Wendezügen nicht notwendig war. Die Fernsteuerung der Lokomotive erfolgte vom Steuerwagen mittels WTB über das 13-polige UIC-Kabel, weshalb nur die mit diesem Kabel ausgerüsteten MDVC- und MDVE-Wagen zusammen mit den Lokomotiven eingesetzt werden konnten. Das bei den meisten Fahrzeugen für die Wendezugsteuerung und Mehrfachtraktion verwendete 78-polige Kabel war bei den E.454 nicht vorhanden.
In den Jahren 1989 bis 1990 wurden die drei von Pininfarina gestalteten Lokomotiven abgeliefert. Nach der Erprobung wurden sie im Raum Florenz, im Besonderen auf der Strecke nach Pisa eingesetzt.
Es sollten 250 Stück E.454 bestellt werden, die Verhandlungen über den Auftrag zogen sich aber so in die Länge, dass die angewandte Technik mit Chopper und Gleichstrom-Fahrmotoren Ende der 1980er Jahre bereits vom Drehstromantrieb überholt war, anderseits das Industrie-Konsortium aufgrund von internen Reibereien zerbrach. Die drei Prototypen wurden deshalb bereits 1997 abgestellt. Die Lokomotiven mit den Nummern 002 und 003 wurden bis 2004 beide abgebrochen, die 001 wurde der Universität Florenz für Versuche übergeben. Sie wurde später in den Park historischer Fahrzeuge der FS aufgenommen und 2014 nach Santo Stefano di Magra zur Aufarbeitung verbracht.

## Technik
Die Lokomotiven wurden von einem Konsortium gebaut. Breda zeichnete für den Lokomotivkasten verantwortlich. Dieser wies auf der linken Seite Lüftungsgitter auf, auf der rechten Seite eine geschlossene Seitenwand. Ungewöhnlich war die Anordnung der Einstiegstüren, die sich nicht direkt hinter dem Führerstand befanden, sondern hinter dem vorderen Drehgestell angeordnet waren. Durch diese Anordnung wurde die Struktur des Lokkastens im Frontbereich weniger geschwächt im Vergleich zur klassischen Anordnung der Türen. Die Drehgestelle inklusive der Antriebe stammten von Fiat, die Fahrmotoren von Ansaldo und die beiden Chopper von ABB Tecnomasio.
Die E.454 gehörte zur Gruppe der neuen Einheitslokomotiven, die Ende der 1980er Jahre entwickelt wurden, denen aber leider kein großer Erfolg beschieden war. Dazu gehörten die für Sardinien gebauten, aber nie eingesetzten 25-kV-Lokomotiven der Baureihen E.491 und E.492 und die bereits als Projekt aufgegebenen Baureihen E.665 und E.666, sowie die E.844.